# Юхма
Юхма — река в Кинешемском районе Ивановской области России. Устье реки находится в 25 км по левому берегу реки Ёлнати. Длина реки составляет 36 км, площадь водосборного бассейна — 176 км².
Исток реки в заболоченном лесу западнее деревни Якунино в 13 км к юго-востоку от Кинешмы. Течёт на восток, затем поворачивает на юг. Крупнейший приток — Молчанка (левый). Долина реки плотно заселена, по берегам расположены многочисленные деревни Кинешемского района. Впадает в Ёлнать чуть ниже села Журихино.

## Данные водного реестра
По данным государственного водного реестра России относится к Верхневолжскому бассейновому округу, водохозяйственный участок реки — Волга от города Кострома до Горьковского гидроузла (Горьковское водохранилище), без реки Унжа, речной подбассейн реки — Волга ниже Рыбинского водохранилища до впадения Оки. Речной бассейн реки — (Верхняя) Волга до Куйбышевского водохранилища (без бассейна Оки).
Код объекта в государственном водном реестре — 08010300412110000013872.